# Deklan Wynne
Deklan Terrence Wynne (Joanesburgo, 20 de março de 1995), é um futebolista neozelandês que atua como lateral. Atualmente, joga pelo Detroit City.